# Tetrao
Tetrao es un género  de aves galliformes de la familia  Phasianidae que incluye dos especies de urogallos.

## Especies
El género Tetrao incluye dos especies:
- Tetrao urogalloides - urogallo manchado
  - Tetrao urogalloides urogalloides
  - Tetrao urogalloides kamschaticus
  - Tetrao urogalloides stegmanni
- Tetrao urogallus - urogallo común
  - Tetrao urogallus aquitanicus
  - Tetrao urogallus cantabricus
  - Tetrao urogallus crassirostris
  - Tetrao urogallus karelicus
  - Tetrao urogallus kureikensis
  - Tetrao urogallus lonnbergi
  - Tetrao urogallus obsoletus
  - Tetrao urogallus pleskei
  - Tetrao urogallus taczanowskii
  - Tetrao urogallus uralensis
  - Tetrao urogallus urogallus
  - Tetrao urogallus volgensis